# Belles-Forêts
Belles-Forêts és un municipi francès, situat al departament del Mosel·la i a la regió del Gran Est. L'any 2007 tenia 258 habitants.

## Demografia

### Població
El 2007 la població de fet de Belles-Forêts era de 258 persones. Hi havia 89 famílies, de les quals 20 eren unipersonals (12 homes vivint sols i 8 dones vivint soles), 24 parelles sense fills, 37 parelles amb fills i 8 famílies monoparentals amb fills.
La població ha evolucionat segons el següent gràfic:
Habitants censats

### Habitatges
El 2007 hi havia 119 habitatges, 101 eren l'habitatge principal de la família, 5 eren segones residències i 14 estaven desocupats. 110 eren cases i 9 eren apartaments. Dels 101 habitatges principals, 75 estaven ocupats pels seus propietaris, 19 estaven llogats i ocupats pels llogaters i 6 estaven cedits a títol gratuït; 2 tenien dues cambres, 12 en tenien tres, 27 en tenien quatre i 60 en tenien cinc o més. 93 habitatges disposaven pel capbaix d'una plaça de pàrquing. A 40 habitatges hi havia un automòbil i a 49 n'hi havia dos o més.

### Piràmide de població
La piràmide de població per edats i sexe el 2009 era:
| Homes | Edats   | Dones |
| ----- | ------- | ----- |
| 0     | 95 o +  | 0     |
| 0     | 90 a 94 | 0     |
| 0     | 85 a 89 | 4     |
| 0     | 80 a 84 | 0     |
| 4     | 75 a 79 | 4     |
| 8     | 70 a 74 | 12    |
| 0     | 65 a 69 | 0     |
| 4     | 60 a 64 | 8     |
| 0     | 55 a 59 | 4     |
| 12    | 50 a 54 | 8     |
| 12    | 45 a 49 | 4     |
| 16    | 40 a 44 | 4     |
| 0     | 35 a 39 | 12    |
| 4     | 30 a 34 | 4     |
| 20    | 25 a 29 | 12    |
| 0     | 20 a 24 | 8     |
| 12    | 15 a 19 | 4     |
| 8     | 10 a 14 | 4     |
| 4     | 5 a 9   | 8     |
| 8     | 0 a 4   | 0     |

## Economia
El 2007 la població en edat de treballar era de 170 persones, 115 eren actives i 55 eren inactives. De les 115 persones actives 107 estaven ocupades (57 homes i 50 dones) i 8 estaven aturades (2 homes i 6 dones). De les 55 persones inactives 17 estaven jubilades, 18 estaven estudiant i 20 estaven classificades com a «altres inactius».

### Ingressos
El 2009 a Belles-Forêts hi havia 96 unitats fiscals que integraven 252 persones, la mediana anual d'ingressos fiscals per persona era de 16.026 €.

### Activitats econòmiques
L'únic establiment que hi havia el 2007 era d'una empresa de serveis.
L'any 2000 a Belles-Forêts hi havia 19 explotacions agrícoles que ocupaven un total de 1.274 hectàrees.

## Equipaments sanitaris i escolars
El 2009 hi havia una escola elemental integrada dins d'un grup escolar amb les comunes properes formant una escola dispersa.

## Poblacions més properes
El següent diagrama mostra les poblacions més properes.